# Døgnfluer
Døgnfluer er en orden af insekter, der er knyttet til ferskvand. Mange døgnfluers voksne liv varer kun få timer – deraf deres navn. På verdensplan findes cirka 2.000 arter, heraf lever omkring 200 i Europa, hvoraf 43 arter er truffet i Danmark. Døgnfluerne er de mest oprindelige af de flyvende insekter og har en række bygningsmæssige træk, man ikke finder hos andre vingede insekter.
Ordet "døgnflue" anvendes også om noget, der ikke er langtidsholdbart, fx et musikhit, der hurtigt forsvinder igen.

## Livscyklus
Livscyklus hos døgnfluerne er: Æg, nymfe, dun (subimago) og spinner (imago). Døgnfluerne har ikke noget puppestadium, men gennemlever en såkaldt ufuldstændig forvandling. Æggene klækker til små larver, nymfer, hvis levetid under vandet normalt er et år. Nymfestadiet kan dog, afhængig af art, strække sig fra et par måneder og helt op til to år eller mere. Nymfen skifter hud adskillige gange i sin levetid og bliver for hvert hudskifte lidt større og kommer gradvis til at ligne det sidste stadium i nymfens liv.
Døgnfluerne har som de eneste insekter to stadier med vinger. Det første er subimago-stadiet, som de færdigudviklede nymfer skifter til. Nymfehuden sprækker da langs hovedet og ryggen, og det vingede insekt kan krybe ud af nymfehuden. Som subimagoer flyver de ind til bredden af vandløbet eller søen, hvor de sætter sig på planter eller sten og ofte straks skifter til det egentlige voksenstadie, imago. Den voksne døgnflue, imago, lever kun få timer eller dage. Hannerne hos arter, der parrer sig i luften, danner i lune sommeraftener store sværme langs bredden. Døgnfluen dør samme dag, som den har lagt æg.

## Udseende

### Nymfer
Døgnfluenymferne vokser i løbet af et år fra få millimeter og op til fuld størrelse, der ofte er flere centimeter. De kan variere kraftigt i udseende afhængigt af, hvilket økosystem de er tilpasset, eksempelvis om de lever i hurtigt eller svagt strømmende vand. De fleste arter, herunder alle danske, har tre haletråde, mens nogle få har to. Nymferne er udstyret med såkaldte gælleblade, der udgår fra bagkroppen, og bruges til at vifte friskt, iltholdigt vand hen over kroppen, for at hjælpe åndedrættet, eller hos andre arter optage ilt direkte fra vandet. Nymferne har i de sene hudskifter facetøjne og synlige vingeanlæg. Nymferne kan variere fra cremefarvede over oliven og til sorte nuancer.

### Subimago
Døgnfluer i stadiet subimago kendes på de matte vinger.

### Imago
Vingerne er skinnende og ofte klare. Normalt findes to par vinger, hvor forvingerne er de største. Enkelte arter har kun ét par vinger, idet bagvingerne mangler.
Hos nogle arter har hannerne stærkt forhøjede øjne, såkaldte turbanøjne, der ikke kendes fra andre insektordener. De fleste arter er brunlige i kuløren, men med en noget lysere underside. Der er dog også helt gule arter, som Heptagenia sulphurea.

## Levevis
Døgnfluenymferne lever sædvanligvis af fastsiddende alger, planteplankton eller organisk materiale, det såkaldte detritus, der findes på bunden af vandløb og søer. Egentlige rovdyr blandt døgnfluenymferne er sjældne. De kan leve frit svømmende, kravlende eller gravende.
Voksne døgnfluer tager ikke føde til sig. Hannerne parrer sig med hunnerne og dør umiddelbart efter. Hunnerne hos nogle arter flyver efter parringen mod vandløbets strømretning og lægger æg så højt oppe ad vandløbet som muligt, inden de dør. Denne modstrømsflyvning kompenserer for, at larverne gennem deres levetid bliver fanget af strømmen og føres ned ad vandløbet.

## Klassifikation
Eksempler på døgnfluefamilier, der er repræsenteret ved danske arter:
- Baetidae.
  - Slægten Baetis.
- Caenidae.
- Ephemerellidae.
- Ephemeridae.
- Heptageniidae.
- Leptophlebiidae.
- Siphlonuridae.